# Korenovci
Korenovci (znanstveno ime Gymnopus) so rod gliv iz družine livkarjevk (Omphalotaceae).

## Seznam korenovcev Slovenije[2]
- črni korenovec (Gymnopus alkalivirens)
- nitasti korenovec (Gymnopus androsaceus)
- žleborobi korenovec (Gymnopus aquosus)
- zeljarski korenovec (Gymnopus brassicolens)
- vitki korenovec (Gymnopus dryophilus)
- sehlični korenovec (Gymnopus erythropus)
- rumenolistni korenovec (Gymnopus exsculptus)
- smrdeči korenovec (Gymnopus foetidus)
- bukov korenovec (Gymnopus fuscopurpureus)
- hrastov korenovec (Gymnopus fusipes)
- smradni korenovec (Gymnopus hariolorum)
- hibridni korenovec (Gymnopus hybridus)
- zoprni korenovec (Gymnopus impudicus)
- žoltolistni korenovec (Gymnopus ocior)
- borov korenovec (Gymnopus putillus)
- snežni korenovec (Gymnopus vernus)